# Mercé Viana
Mercé Viana Martínez (Alfafar, 18 de octubre de 1946) es una escritora y pedagoga española que compagina su trabajo en el mundo educativo con la creación literaria, y que ha obtenido diversos premios, buena parte de ellos en literatura infantil y juvenil. Ha escrito su obra en catalán/valenciano y español.

## Biografía
Licenciada en Filosofía y Ciencias de la Educación en las especialidades de Orientación escolar y Educación especial, es experta universitaria en didáctica de la lengua por la Universidad Complutense de Madrid y tiene acreditada la suficiencia investigadora por la Universidad de Valencia. Ha trabajado en todas las etapas de la educación, desde la escuela infantil hasta la Universidad y ha sido ponente en cursos de formación del profesorado, así como en simposios por toda España sobre temas relacionados con el lenguaje. Ha formado parte de los Movimientos de Renovación Pedagógica desde 1970, coordinadora del seminario permanente del Instituto de Ciencias de la Educación y ha sido directora de la revista pedagógica Espacios Didácticos. Tiene más de 60 publicaciones pedagógicas entre libros de texto, cuadernos de lectura y artículos. En el ámbito literario ha publicado medio centenar de obras, buena parte de ellas para el ámbito infantil y juvenil. Ha sido galardonada con múltiples premios literarios en la Comunidad Valenciana, entre los que destacan el Premio Vicent Silvestre de narrativa infantil (1997), el Premio Carmesina (2005) y, en dos ocasiones, el Premio Samarunc que otorga la Asociación de Bibliotecarios Valencianos al mejor libro infantil: Mei Mei vol ser rei (2006) y Lula y les abelles (2011).